# Gávros (Kastoriá)
Gávros, en grec moderne : Γάβρος, est un village fantôme du dème de Kastoriá, district régional de Kastoriá, en Macédoine-Occidentale, Grèce.
Selon le recensement de 2011, la population du village ne compte aucun habitant.